# Unione Sportiva Cagliari 1962-1963
Questa pagina raccoglie i dati riguardanti l'Unione Sportiva Cagliari nelle competizioni ufficiali della stagione 1962-1963.

## Stagione
Nella stagione 1962-1963 il Cagliari disputa il campionato di Serie B, un torneo a 20 squadre che prevede tre promozioni e tre retrocessioni, con 38 punti si piazza in nona posizione a metà classifica. Salgono in Serie A il Messina con 50 punti, e la coppia Lazio e Bari con 48 punti. Scendono in Serie C il Como con 31 punti. la Sambenedettese con 30 punti e la Lucchese con 21 punti.
La squadra sarda è ancora affidata ad Arturo Silvestri, disputa un onorevole torneo cadetto, con Danilo Torriglia miglior realizzatore del torneo con undici reti, con sei reti un terzetto rossoblù formato da Renato Ronconi, Antonio Congiu e Francesco Rizzo. In Coppa Italia la squadra di Silvestri subito eliminata al primo turno dalla Roma (1-5).

## Rosa
| N. |                      | Ruolo | Calciatore           |
| -- | -------------------- | ----- | -------------------- |
|    | Italia (bandiera)    | P     | Angelo Colombo       |
|    | Italia (bandiera)    | P     | Cesare Bogazzi       |
|    | Italia (bandiera)    | D     | Raffaello Vescovi    |
|    | Italia (bandiera)    | D     | Mario Martiradonna   |
|    | Italia (bandiera)    | D     | Mario Tiddia         |
|    | Italia (bandiera)    | D     | Andrea Agnoletto     |
|    | Italia (bandiera)    | D     | Antonello Hellies    |
|    | Argentina (bandiera) | D     | Miguel Angelo Longo  |
|    | Italia (bandiera)    | D     | Enrico Spinosi       |
|    | Italia (bandiera)    | C     | Umberto Serradimigni |
|    | Italia (bandiera)    | C     | Bruno Santon         |

| N. |                   | Ruolo | Calciatore          |
| -- | ----------------- | ----- | ------------------- |
|    | Italia (bandiera) | C     | Claudio Varsi       |
|    | Italia (bandiera) | C     | Antonio Congiu      |
|    | Italia (bandiera) | C     | Enrico Mazzucchi    |
|    | Italia (bandiera) | A     | Giuseppe Gagliardi  |
|    | Italia (bandiera) | A     | Francesco Rizzo     |
|    | Italia (bandiera) | A     | Remo Morelli        |
|    | Italia (bandiera) | A     | Gianfranco Gazza    |
|    | Italia (bandiera) | A     | Armando Picciafuoco |
|    | Italia (bandiera) | A     | Renato Ronconi      |
|    | Italia (bandiera) | A     | Danilo Torriglia    |

## Risultati

### Serie B

#### Girone di andata
| Arbitro: | Carminati (Milano) |

|             |           |                    |
| Ronconi 13’ | Marcatori | 89’ (rig.) Calloni |

| Arbitro: | Cirone (Palermo) |

|                                     |           |                  |
| Congiu 9’, 73’, 74’ Rizzo 5’ (rig.) | Marcatori | 14’ (rig.) Lenzi |

| Verona 30 settembre 1962 3ª giornata | Verona           | 0 – 0 | Cagliari | Stadio Marcantonio Bentegodi\| Arbitro: \| Varazzani (Roma) \| |
| Arbitro:                             | Varazzani (Roma) |       |          |                                                                |

| Arbitro: | Grignani (Milano) |

|               |           |                               |
| Andersson 14’ | Marcatori | 62’ (aut.) Gon 69’, 88’ Rizzo |

| Cagliari 13 ottobre 1962 5ª giornata | Cagliari          | 0 – 0 | Padova | Stadio Amsicora\| Arbitro: \| D'Agostini (Roma) \| |
| Arbitro:                             | D'Agostini (Roma) |       |        |                                                    |

| Cagliari 21 ottobre 1962 6ª giornata | Cagliari          | 0 – 0 | Parma | Stadio Amsicora\| Arbitro: \| Pignatta (Torino) \| |
| Arbitro:                             | Pignatta (Torino) |       |       |                                                    |

| Arbitro: | Orlando (Bergamo) |

|                    |           |  |
| Spinosi 55’ (aut.) | Marcatori |  |

| San Benedetto del Tronto 4 novembre 1962 8ª giornata | Sambenedettese | 0 – 0 | Cagliari | Stadio Fratelli Ballarin\| Arbitro: \| Barolo (Noale) \| |
| Arbitro:                                             | Barolo (Noale) |       |          |                                                          |

| Cagliari 11 novembre 1962 9ª giornata | Cagliari           | 0 – 0 | Lecco | Stadio Amsicora\| Arbitro: \| Sebastio (Taranto) \| |
| Arbitro:                              | Sebastio (Taranto) |       |       |                                                     |

| Arbitro: | Cataldo (Reggio Calabria) |

|             |           |                                    |
| Taccola 85’ | Marcatori | 15’ Torriglia 19’ (rig.) 74’ Rizzo |

| Arbitro: | Bernardis (Trieste) |

|            |           |  |
| Pagani 57’ | Marcatori |  |

| Arbitro: | Di Tonno (Lecce) |

|                       |           |  |
| Muzzio 43’ Albini 48’ | Marcatori |  |

| Arbitro: | Monti (Ancona) |

|                          |           |            |
| Torriglia 61’ Congiu 72’ | Marcatori | 34’ Nocera |

| Arbitro: | Barolo (Noale) |

|                  |           |              |
| Serradimigni 64’ | Marcatori | 10’ Bonacchi |

| Arbitro: | Marchese (Napoli) |

|                          |           |               |
| Moschino 31’ Morrone 33’ | Marcatori | 10’ Torriglia |

| Arbitro: | Rancher (Roma) |

|                           |           |                          |
| Torriglia 45’ Ronconi 57’ | Marcatori | 65’ Orlando 79’ Santelli |

| Arbitro: | Pignatta (Torino) |

|                   |           |  |
| Zavaglio 16’, 62’ | Marcatori |  |

| Arbitro: | Cataldo (Reggio Calabria) |

|                       |           |                                                      |
| Campagnoli 87’ (rig.) | Marcatori | 40’ (rig.) Martiradonna 77’ Torriglia 78’ R. Morelli |

| Arbitro: | Di Tonno (Lecce) |

|                     |           |                |
| Varsi 20’ Longo 79’ | Marcatori | 55’ P. Morelli |

#### Girone di ritorno
| Arbitro: | Rancher (Roma) |

|               |           |  |
| Brambilla 44’ | Marcatori |  |

| Arbitro: | Samani (Trieste) |

|                |           |  |
| Lenzi 48’, 88’ | Marcatori |  |

| Arbitro: | Babini (Ravenna) |

|                                |           |                  |
| Torriglia 19’ Ronconi 42’, 52’ | Marcatori | 12’, 63’ Fantini |

| Arbitro: | Cataldo (Reggio Calabria) |

|                           |           |  |
| Torriglia 70’ Ronconi 85’ | Marcatori |  |

| Arbitro: | Carminati (Milano) |

|                         |           |               |
| Cominato 13’ Zerlin 47’ | Marcatori | 26’ Mazzucchi |

| Parma 10 marzo 1963 25ª giornata | Parma            | 0 – 0 | Cagliari | Stadio Ennio Tardini\| Arbitro: \| Ferrari (Milano) \| |
| Arbitro:                         | Ferrari (Milano) |       |          |                                                        |

| Arbitro: | Marengo (Chiavari) |

|                                                   |           |  |
| Mazzucchi 31’ Varsi 40’ Torriglia 69’ Ronconi 87’ | Marcatori |  |

| Arbitro: | Lombardini (Firenze) |

|               |           |  |
| Mazzucchi 70’ | Marcatori |  |

| Arbitro: | Monti (Ancona) |

|             |           |               |
| Bagatti 22’ | Marcatori | 64’ Torriglia |

| Arbitro: | Palazzo (Palermo) |

|               |           |  |
| Torriglia 50’ | Marcatori |  |

| Arbitro: | De Robbio (Torre Annunziata) |

|            |           |             |
| Congiu 32’ | Marcatori | 73’ Recagno |

| Cagliari 28 aprile 1963 31ª giornata | Cagliari       | 0 – 0 | Pro Patria | Stadio Amsicora\| Arbitro: \| Monti (Ancona) \| |
| Arbitro:                             | Monti (Ancona) |       |            |                                                 |

| Foggia 5 maggio 1963 32ª giornata | Foggia & Incedit | 0 – 0 | Cagliari | Stadio Pino Zaccheria\| Arbitro: \| Barolo (Noale) \| |
| Arbitro:                          | Barolo (Noale)   |       |          |                                                       |

| Arbitro: | Samani (Trieste) |

|               |           |  |
| Sacchella 75’ | Marcatori |  |

| Arbitro: | Angelini (Firenze) |

|            |           |  |
| Santon 32’ | Marcatori |  |

| Arbitro: | Babini (Ravenna) |

|                            |           |  |
| Porro 9’, 61’ Santelli 36’ | Marcatori |  |

| Arbitro: | Sebastio (Taranto) |

|                                |           |                     |
| Rizzo 18’ Bigagnoli 79’ (aut.) | Marcatori | 28’ Susan 77’ Galli |

| Arbitro: | Rancher (Roma) |

|            |           |                                                    |
| Congiu 48’ | Marcatori | 19’ Tribuzio 26’, 62’ Traspedini 63’, 75’ Ferrario |

| Arbitro: | D'Agostini (Roma) |

|                              |           |               |
| Stefanini 17’ P. Morelli 90’ | Marcatori | 74’ Torriglia |

## Coppa Italia
| Arbitro: | Marchese (Napoli) |

|            |           |                                                                    |
| Congiu 20’ | Marcatori | 5’ Manfredini 12’ (aut.) Martiradonna 31’ Pestrin 64’, 80’ Jonnson |

## Statistiche

### Statistiche di squadra
| Competizione | Punti | In casa | In casa | In casa | In casa | In casa | In casa | In trasferta | In trasferta | In trasferta | In trasferta | In trasferta | In trasferta | Totale | Totale | Totale | Totale | Totale | Totale | DR |
| Competizione | Punti | G       | V       | N       | P       | Gf      | Gs      | G            | V            | N            | P            | Gf           | Gs           | G      | V      | N      | P      | Gf     | Gs     | DR |
| ------------ | ----- | ------- | ------- | ------- | ------- | ------- | ------- | ------------ | ------------ | ------------ | ------------ | ------------ | ------------ | ------ | ------ | ------ | ------ | ------ | ------ | -- |
| Serie B      | 38    | 19      | 9       | 9       | 1       | 28      | 17      | 19           | 3            | 5            | 11           | 13           | 23           | 38     | 12     | 14     | 12     | 41     | 40     | +1 |
| Coppa Italia |       | 1       | 0       | 0       | 1       | 1       | 5       | -            | -            | -            | -            | -            | -            | 1      | 0      | 0      | 1      | 1      | 5      | -4 |
| Totale       |       | 20      | 9       | 9       | 2       | 29      | 22      | 19           | 3            | 5            | 11           | 13           | 23           | 39     | 12     | 14     | 13     | 42     | 45     | -3 |

### Statistiche dei giocatori
| Giocatore       | Serie B  | Serie B | Coppa Italia | Coppa Italia | Totale   | Totale |
| Giocatore       | Presenze | Reti    | Presenze     | Reti         | Presenze | Reti   |
| --------------- | -------- | ------- | ------------ | ------------ | -------- | ------ |
| A. Agnoletto    | 2        | 0       | -            | -            | 2        | 0      |
| C. Bogazzi      | 6        | -13     | -            | -            | 6        | -13    |
| A. Colombo      | 32       | -27     | 1            | -5           | 33       | -32    |
| A. Congiu       | 27       | 6       | 1            | 1            | 28       | 7      |
| G. Gagliardi    | 26       | 0       | 1            | 0            | 27       | 0      |
| G. Gazza        | 6        | 0       | -            | -            | 6        | 0      |
| A. Hellies      | 2        | 0       | -            | -            | 2        | 0      |
| M. Longo        | 18       | 1       | 1            | 0            | 19       | 1      |
| M. Martiradonna | 37       | 1       | 1            | 0            | 38       | 1      |
| E. Mazzucchi    | 34       | 3       | 1            | 0            | 35       | 3      |
| R. Morelli      | 8        | 1       | -            | -            | 8        | 1      |
| A. Picciafuoco  | 1        | 0       | -            | -            | 1        | 0      |
| F. Rizzo        | 27       | 6       | 1            | 0            | 28       | 6      |
| R. Ronconi      | 31       | 6       | 1            | 0            | 32       | 6      |
| B. Santon       | 19       | 1       | 1            | 0            | 20       | 1      |
| U. Serradimigni | 14       | 1       | 1            | 0            | 15       | 1      |
| E. Spinosi      | 32       | 0       | 1            | 0            | 33       | 0      |
| M. Tiddia       | 23       | 0       | -            | -            | 23       | 0      |
| D. Torriglia    | 31       | 11      | -            | -            | 31       | 11     |
| C. Varsi        | 13       | 2       | -            | -            | 13       | 2      |
| R. Vescovi      | 29       | 0       | 1            | 0            | 30       | 0      |